# San Bernardinopasset
San Bernardinopasset (2.066 m.o.h.) (italiensk: Passo del San Bernardino) er et  bjergpas i de schweiziske alper, der forbinder Hinterrhein og Mesolcina (Misox) dale mellem Thusis i kanton Graubünden og Bellinzona i kanton Ticino. 
Beliggende i den fjerne østlige del af de vestlige alper, må man ikke forveksle San Bernardino med det store Store Sankt Bernhard pas eller det lille Lille Sankt Bernhard pas begge beliggende i den vestlige del af de vestlige alper. Tillige findes der Berninapasset.
Den øverste del af passet udgør både den italiensk-tyske grænse og vandskellet (dræningsdeling) mellem Po-bassinet og Rhin-bassinet.
Vejens rute i dag er næsten identisk med den i det 19. århundrede, og vejen kaldes stadig "Den Italienske Vej", som kan tilskrives den økonomiske støtte til Sardinien-Piemont. San Bernardinopasset er blevet lukket for vinteren siden anden verdenskrig. San Bernardino-tunnelen på 6,6 km blev åbnet i 1967 og giver året rundt adgang til Misox og kantonen Graubünden.
Passet ligger tæt på Splügenpasset.

## Galleri
- Udluftningstårn til tunnel under passet
- Hospice på passet

## Historie
Ruten blev først vigtig som et muldyrspor i det femtende århundrede, da ruten mellem Thusis og Splügen blev kendt som Via Mala. En vej til hjulkøretøjer blev åbnet i 1770. Denne vej blev betydeligt forbedret mellem 1821 og 1823, delvis finansieret af Kongeriget Sardinien, der var ivrig efter at forbedre en handelsrute, der forbandt Genova og Piemonte med Graubünden, som ikke var direkte kontrolleret af Østrig.
Passet er opkaldt til St. Bernardino af Siena, der prædikede i området først i det 15. århundrede. Bernardinopasset har været i brug siden romertiden. Hovedudfordringen var ikke selve passet, men den vanskelige vej gennem den 300 m dybe Rhine-kløft mellem Thusis og Zillis, som ikke har navnet Via Mala ("Dårlig vej") uden grund.